# Meinhard Glanz

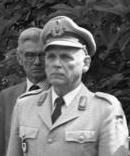
Meinhard Glanz (1983)

Meinhard Glanz (* 8. August 1924 in Sundhausen; † 6. Dezember 2005 in Neu-Isenburg) war ein Generalleutnant des Heeres der Bundeswehr und zuletzt von 1981 bis 1984 Inspekteur des Heeres.

## Militärische Laufbahn
Glanz leistete im Zweiten Weltkrieg Kriegsdienst in der Wehrmacht im Ersatzbataillon im Schützenregiment 1 in Weimar, im Feldbataillon T 3 in Tunesien und in der Korpsnachrichtenabteilung zur besonderen Verwendung 468 und war zuletzt Fahnenjunker. Am 13. Mai 1945 geriet er in Kriegsgefangenschaft, aus der er im Dezember 1945 fliehen konnte. Zunächst als Röntgenassistent tätig, war er ab April 1947 Fahrlehrer und Fahrschulleiter. Im Dezember 1950 trat er den deutschen Dienstgruppen der United States Army bei. Hier war er Kompanieführer in einem amphibischen Pionierbataillon.
Nach der Gründung der Bundeswehr 1955 wurde Glanz im Januar 1956 als Fahnenjunker in die Pioniertruppe eingestellt und zum Offizier ausgebildet. Es schlossen sich Verwendungen als Zugführer und Kompaniechef an. Von 1961 bis 1963 absolvierte er den 4. Generalstabslehrgang Heer an der Führungsakademie der Bundeswehr in Hamburg und diente anschließend als Operationsoffizier (G3) der Panzerbrigade 36 in Bad Mergentheim. Danach kommandierte er das Pionierbataillon 12 in Speyer und diente dann als Chef des Stabes der 1. Panzergrenadierdivision in Hannover. 1971 absolvierte er das NATO Defence College in Rom und übernahm danach die Leitung des Ausbildungsreferats im Stab der Allied Forces Central Europe unter dem Kommando von General Jürgen Bennecke.

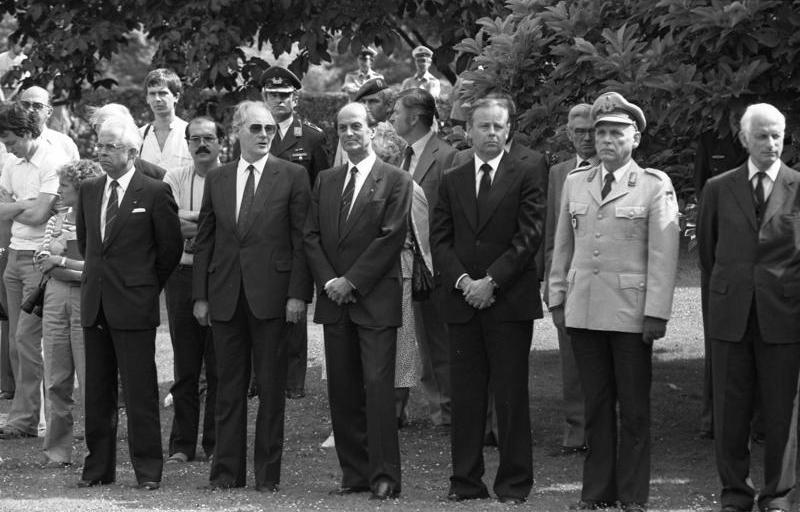
General Glanz 2. von rechts im Jahr 1983

1973 wurde er ins Bundesministerium der Verteidigung versetzt und war dort Leiter der Stabsabteilung Organisation im Führungsstab des Heeres unter Generalleutnant Horst Hildebrandt. Am 1. Oktober 1977 übernahm Glanz, zum Generalmajor ernannt, das Kommando über die 11. Panzergrenadierdivision im niedersächsischen Oldenburg, das er am 30. September 1980 an Hans-Henning von Sandrart übergab. Ab 1. Oktober 1980 Kommandeur des II. Korps, führte er dieses als Generalleutnant bis zum 30. September 1981. Am 1. Oktober 1981 wurde Glanz abermals nach Bonn versetzt und dort Nachfolger von Johannes Poeppel als Inspekteur des Heeres.
Am 30. September 1984 übergab er diesen Posten an von Sandrart und wurde in den Ruhestand versetzt.

## Privates
Glanz war verheiratet und hatte ein Kind. Er erschoss sich 14 Monate nach dem Tod seiner Frau an ihrem Grab.

## Auszeichnungen
- 1975: Verdienstkreuz am Bande des Verdienstordens der Bundesrepublik Deutschland
- 1980: Verdienstkreuz 1. Klasse des Verdienstordens der Bundesrepublik Deutschland
- 1982: Legion of Merit (Commander)
- 1983: Großes Verdienstkreuz des Verdienstordens der Bundesrepublik Deutschland
- 1983: Nishan i Imtiaz mit Stern und Schulterband (Pakistan)
- 1984: Großes Verdienstkreuz mit Stern des Verdienstordens der Bundesrepublik Deutschland